# 日本人論
日本人論，是日本人讨论民族性与日本文化的作品。最早的日本人論是江戶时代的日本国学。
近代日本人论在明治时代出现，二十世纪日本经济蓬勃时出版最多，通常把欧美与日本对照，強調日本独特性。有一些是從風土地理与水稻种植经济強調日本勤劳与集团主义，也強調要报恩与恥感文化。